# Gosenbach
Gosenbach ist ein Stadtteil im Westen der Stadt Siegen.

## Geografie
Er grenzt im Nordwesten an den Stadtteil Oberschelden, im Osten an Siegen und im Süden an Niederschelden. Gosenbach ist ca. 3 km² groß und liegt in einem engen von Nordosten nach Südwesten verlaufenden Tal, welches vom Gosenbach durchflossen wird. In der Ortsmitte mündet der aus Oberschelden kommende Scheldebach  in den Gosenbach.
Der niedrigste Punkt befindet sich am Talausgang des Gosenbachs an der Grenze zu Niederschelden und hat eine Höhe von 236 m ü. NN. Der höchste Punkt ist der Gipfel der Roten Kirche und hat eine Höhe von 439 m ü. NN. Die Niederschlagsmenge beträgt etwa 1.000 mm pro Jahr.

## Geschichte
Gosenbach wurde am 25. November 1347 als „Gosinbach“ erstmals urkundlich erwähnt. In der Urkunde ist von einem Hof zu Gosenbach die Rede. Der Selbacher Hof im Ortsgebiet wurde 1347 erstmals erwähnt. Er war im Besitz des alten Adelsgeschlechts der Selbacher. Der zweite große Gosenbacher Hof war der Wildenburger Hof.
Der Bergbau hat in Gosenbach eine lange Geschichte, die erst 1942 endete, als die letzte Grube, Storch & Schöneberg geschlossen wurde. Die Gesamtteufe betrug zuletzt 1162,7 m, zur Zeit der Stilllegung die tiefste Eisenerzgrube Europas. Erst später wurde sie durch die Gruben Pfannenberger Einigkeit und Eisenzecher Zug übertroffen. Neben den Erzgruben bestand zwischen 1417/1444 und 1927 die Gosenbacher Hütte, in der das Gosenbacher Erz verhüttet wurde.
1958 wurde die neue Kirche des Ortes eingeweiht, für die das alte Maschinenhaus der Grube Storch & Schöneberg fünf Jahre lang umgebaut wurde.
Bis 1878 gehörte Gosenbach als eigenständige Gemeinde dem Amt Weidenau an, zwischen 1878 und 1966 dem Amt Eiserfeld und wurde zum 1. Juli 1966 in die neue Stadt Eiserfeld eingemeindet, die wiederum am 1. Januar 1975 in die Stadt Siegen eingemeindet wurde.

### Wappen
| Wappen der ehemaligen Gemeinde Gosenbach | Blasonierung: „In Orange über einem blauen Wellenbalken ein blauer mit roten Erzbrocken gefüllter Grubenwagen.“ |
| Wappen der ehemaligen Gemeinde Gosenbach | Wappenbegründung: Das Wappen wurde am 5. Oktober 1956 vom nordrhein-westfälischen Innenminister genehmigt. Der Grubenwagen versinnbildlicht den in der Gemeinde Gosenbach seit dem 15. Jahrhundert urkundlich bezeugten Erzbergbau. Der Wellenbalken spielt auf den Namen Gosen-"bach" an. Die Farben Orange und Blau 'erinnern an die Zugehörigkeit zum ehemaligen Fürstentum Siegen. |

### Einwohnerzahlen
Einwohnerzahlen des Ortes:
| Jahr | Einwohner |
| ---- | --------- |
| 1600 | 20        |
| 1700 | 39        |
| 1800 | 102       |
| 1818 | 106       |
| 1880 | 921       |
| 1885 | 1027      |
| 1890 | 1125      |
| 1895 | 1079      |

| Jahr | Einwohner |
| ---- | --------- |
| 1905 | 1430      |
| 1910 | 1557      |
| 1925 | 1545      |
| 1933 | 1627      |
| 1939 | 1588      |
| 1950 | 2050      |
| 1962 | 2389      |
| 1965 | 2481      |

| Jahr | Einwohner |
| ---- | --------- |
| 1961 | 2386      |
| 1994 | 2839      |
| 2000 | 2646      |
| 2004 | 2565      |
| 2006 | 2489      |
| 2008 | 2455      |
| 2009 | 2416      |
| 2010 | 2417      |

| Jahr | Einwohner |
| ---- | --------- |
| 2011 | 2406      |
| 2012 | 2405      |
| 2013 | 2341      |
| 2014 | 2312      |
| 2015 | 2300      |
| 2016 | 2293      |

## Infrastruktur
Gosenbach verfügt über einen Sport-, einen Bolz- und mehrere Tennisplätze. Im Ort stehen eine Turnhalle und eine Schulsportanlage zur Verfügung. Daneben hat Gosenbach eine eigene Grundschule. Industrie gibt es im Gosenbacher Süden in Richtung Niederschelden.
Zudem befindet sich in Gosenbach ein Kriegerehrenmal von 1914/1918 und eine am 30. August 1953 eingeweihte Kriegsgräberstätte.
Durch den Ort führt die Landstraße 533, die von Niederschelden nach Achenbach führt. Im Ort selbst zweigt die L 907 nach Oberschelden ab. Gosenbach ist über die Auffahrt Siegen an die Bundesautobahn 45 angeschlossen. Der nächste Bahnhof befindet sich in Niederschelden.
Neben der 1979 neu eingefassten Gosenbach-Quelle hat der Heimat- und Verschönerungsverein Gosenbach zwei Latene-Schmelzöfen nachgebaut. Zur Gosenbach-Quelle und zu den Öfen findet man nähere Informationen auf dort aufgebauten Schautafeln.

## Persönlichkeiten
- Hermann Weber (1902–1969); Politiker
- Hermann Achenbach (1902–1985); Ministerialbeamter
- Fritz Zimmermann (1929–2015); ehemaliger Fußballspieler
- Burkhard Jung (* 1958); Politiker

Der Lehrer und Prähistoriker Otto Krasa (1890–1972) lehrte in Gosenbach an der evangelischen Volksschule und erforschte die Vorgeschichte des Siegerlandes. Er schrieb die Chronik der Gemeinde Gosenbach und wurde 1970 zum Ehrenbürger der Stadt Eiserfeld ernannt.